# Schulzentrum Weißenburg in Bayern
Das Schulzentrum Weißenburg in Bayern, einer Großen Kreisstadt im mittelfränkischen Landkreis Weißenburg-Gunzenhausen, stellt ein Areal mit zahlreichen Schuleinrichtungen dar. Es befindet sich größtenteils südöstlich der Weißenburger Altstadt, einige Einrichtungen befindet sich auch innerhalb der Altstadt. Das Areal wird im Süden von der Bundesstraße 2 begrenzt. Durch das Schulzentrum führen die Straßen An der Hagenau und Wiesenstraße. Nördlich befinden sich der Stichvillenpark und der Seeweiher, westlich die Willibaldskirche.
Auf dem Areal befinden sich:
- Mittelschule Seeweiherschule (seit 1952)
- Staatliche Berufsschule (seit 1956)
- Staatliche Realschule Weißenburg (seit 1964)
- Staatliche Fachoberschule und Berufsoberschule seit (1970)
- Werner-von-Siemens-Gymnasium Weißenburg (seit 1972)
- Förderschule der Lebenshilfe für geistig Behinderte (seit 1977)
- Sonderpädagogisches Förderzentrum (seit 2007)

- Städtische Großturnhalle (seit 1971)
- Landkreisturnhalle (seit 1987)
- Mogetissa-Therme (seit 2000)
- Freisportanlage mit Rasenspielfeld, Hartplätzen und 400-m-Bahn (seit 1981)